# Peter Johann Willatzen
Peter Johann Willatzen, född den 12 september 1824 i Slesvig, död den 14 december 1898 i Bremen, var en tysk vitterhetsidkare och översättare. 
Willatzen, som var gymnasielärare i Bremen, anslog med framgång en folklig ton i sina lyriska Gedichte (2 band, 1860–1862; 3:e upplagan 1877) och skrev även en episk dikt, Hannibals Tod (1857), men vann företrädesvis ett namn som kännare och erkänt skicklig översättare av skandinavisk litteratur. Utom enstaka arbeten av Holberg, Hertz, Scharling, Andersen och Janson översatte Willatzen Altisländische Volksballaden und Heldenlieder der Färinger (1865), Esaias Tegnérs diktverk (i 2 band, 1885), en samling nyare skandinavisk lyrik (Nordlands-Harfe, 1889), Nordische Novellen (1891) samt ett urval av "Fredmans epistlar" och "Fredmans sånger" (under titeln Der Weingott des Nordens, 1892).